# Metrius
Metrius – rodzaj chrząszcza z podrodziny Paussinae, rodziny biegaczowatych. Jest jedynym rodzajem w plemieniu Metriini. Należą tu dwa gatunki. W przeciwieństwie do innych przedstawicieli Paussinae, nie są myrmekofilami, a wolno żyjącymi drapieżnymi chrząszczami. Gatunek typowy M. contractus znany jest z Kalifornii, opisany w 1990 roku M. explodens ze stanu Idaho. Tak jak inne Paussinae, chrząsczcze tego rodzaju dysponują środkiem obronnym w postaci gruczołów pygidialnych, wyrucających pod ciśnieniem mieszaninę różnych drażniących związków, głównie 1,4-benzochinonów. Mechanizm działania tych gruczołów został dokładnie przestudiowany u kalifornijskiego przedstawiciela rodzaju.
Gatunki:
- Metrius contractus Eschscholtz, 1829
  - M. contractus planatus VanDyke, 1925
  - M. contractus sericeus Rivers, 1900
  - M contractus contractus
- Metrius explodens Bousquet & Goulet, 1990